# Eurydochus
Eurydochus es un género monotípico de plantas fanerógamas de la familia de las asteráceas. Su única especie: Eurydochus bracteatus, es originaria de Sudamérica, donde se distribuye por la Amazonia en Brasil y Venezuela.

## Taxonomía
Eurydochus bracteatus fue descrita por Maguire & Wurdack y publicado en Boletín de la Sociedad Venezolana de Ciencias Naturales 20: 57. 1958.